# Província d'Akmolà
La província d'Akmolà (kazakh: Ақмола облысы, Aqmola oblısı; rus: Акмо́линская о́бласть, Akmólinskaia óblast) és una província del Kazakhstan. La seva capital és Kokxetau. La capital de tot el país, Nursultan (que antigament rebia el nom d'Akmolà), és un enclavament dins la província, però políticament no forma part de la província d'Akmolà. La província té població de 748.300 habitants; la de Kokxetau és de 124.000. L'àrea és de 146.200 quilòmetres quadrats. S'extreuen a la zona una mica d'or i carbó.

## Divisió administrativa
La província està dividida administrativament en disset districtes i dues ciutats:
1. Districte d'Akkol, amb el seu centre administratiu a Akkol;
2. Districte d'Arshaly, centre administratiu Arshaly;
3. Districte d'Astrakhan, centre administratiu el selo d'Astrakhanka;
4. Districte d'Atbasar, centre administratiu Atbasar;
5. Districte de Bulandy, centre administratiu Makinsk;
6. Districte de Burabay, centre administratiu Shchuchinsk;
7. Districte d'Egindikol, centre administratiu Egindikol;
8. Districte d'Enbekshilder, centre administratiu Stepnyak;
9. Districte d'Ereymentau, centre administratiu Ereymentau;
10. Districte d'Esil, centre administratiu Esil;
11. Districte de Korgalzhyn, centre administratiu el poble de Korgalzhyn;
12. Districte de Sandyktau, centre administratiu el poble de Balkashino;
13. Districte de Shortandy, centre administratiu Shortandy;
14. Districte de Tselinograd, centre administratiu el poble d'Akmol;
15. Districte de Zerendi, centre administratiu el poble de Zerendi;
16. Districte de Zhaksy, centre administratiu Zhaksy;
17. Districte de Zharkain, centre administratiu Derzhavinsk.

I a més les ciutats de Kokxetau i Stepnogorsk.
Les següents localitats són les que compten amb estatut de ciutat a la província d'Akmolà: Akkol, Atbasar, Derzhavinsk, Ereymentau, Esil, Kokxetau, Makinsk, Shchuchinsk, Stepnogorsk i Stepnyak.